# Adoxia dilucida
Adoxia dilucida is een keversoort uit de familie bladkevers (Chrysomelidae). De wetenschappelijke naam van de soort werd in 1917 gepubliceerd door Thomas Broun.